# Miraculous – Katicabogár és Fekete Macska kalandjai – A mozifilm
A Miraculous – Katicabogár és Fekete Macska kalandjai – A mozifilm (eredeti cím: Miraculous: le film) 2023-ban bemutatott francia 3D-s számítógépes animációs, romantikus, zenés szuperhősfilm, amelyet Jeremy Zag rendezett. A film Miraculous – Katicabogár és Fekete Macska kalandjai című televíziós műsor alapján készült, amely két Párizsi tizenéves, Marinette Dupain-Cheng és Adrien Agreste életét követi, akik szuperhőssé változnak át, hogy megvédjék a várost Halálfejtől és az általa vezetett szupergonoszoktól.
A filmet 2018-ban jelentették be, de a forgatás 2019-ben kezdődött és megerősítették, hogy a cselekmény a franchise eredetét fogja feltárni. Jeremy Zagot megerősítették rendezőként és társszerzőként Bettina Lopez Mendozával.  Jeremy a ZAG Inc. révén producerként is tevékenykedik a The Awakening Production banner alatt, az ON Animation Studios és az SND mellett, utóbbi a forgalmazó szerepét is betölti. Ez a második mozifilm, amely a TF1 TFOU csatorna animációs sorozatán alapul a 2009-es Született kémek után. 80 millió eurós költségvetésével jelenleg a második legdrágább francia film, amely valaha készült.
A filmet 2023. július 5-én mutatták be az SND forgalmazában Franciaországban. Nemzetközi viszonylatban ugyanezen időponttól kezdődően került a mozikba egyes régiókban, másokban pedig 2023. július 28-án a Netflixen. A film magyar premiere 2023. augusztus 3-án volt a mozikban. A film TV-s premierje 2025. január 26-án lesz a Viasat 3-on.

## Cselekmény
A film a szuperhősök eredettörténetének bemutatásával kezdődik, amely nagy vonalakban a sorozat nyitását követi, bár több ponton eltér. Marinette Dupain-Cheng egy magányos, szorongó, tizennégy év körüli párizsi iskoláslány, aki új barátokat szeretne szerezni, miközben megpróbálja elkerülni néhány zaklató osztálytársát. Egy napon a könyvtárban megismeri a hasonló korú Adrien Agreste-et, és első látásra szerelmes lesz. Adrien is magányos, és érzelmileg eltávolodott másoktól édesanyja, Emilie halála után. Apját, Gabriel Agreste-et szintén mélyen érintette a veszteség, és elhatározza, hogy visszahozza feleségét az életbe a Pillangó talizmán felhasználásával. Ezzel a talizmánnal szupergonoszokká tud változtatni embereket, akiket aztán arra utasít, hogy hozzák el neki a Katicabogár és Fekete Macska talizmánokat, amelyek egyesítésével feltámaszthatja Emilie-t.
A talizmánok őrzője, Fu mester észleli, hogy a Pillangót gonosz célokra használják, és elhatározza, hogy kiszabadítja a Katicabogár és Fekete Macska talizmánokat, átadva azokat két arra méltó személynek. Ezek Marinette-hez és Adrienhez kerülnek, akiknek ezek után az a feladatuk, hogy vész esetén átváltozzanak Katica illetve Fekete Macska szuperhősökké és legyőzzék a gonoszt. Első harcuk katasztrofálisra sikerül, és egymáshoz is ellenségesen viszonyulnak, de végül győznek, Fu mester pedig megjelenik és kihangsúlyozza, mennyire fontos, hogy együtt dolgozzanak és kiegészítsék egymást.
Adrien imád szuperhős lenni, de Marinette-nek elege van a veszélyekből és nem hajlandó folytatni. Azonban mikor Gabriel Agreste új szupergonoszokat toboroz, akik pusztítást okoznak egy karneválon, összeszedi a bátorságát és ismét Katicabogár lesz, legyőzve a fenyegetést Fekete Macska oldalán. A két szuperhős hamarosan igaz barát lesz, együtt győzik le az újabb és újabb szupergonoszokat, együtt edzenek, együtt töltik szabadidejüket. Kapcsolatuk fokozatosan romantikusabbá válik, Fekete Macska fülig szerelmes Katicabogárba, és azt tervezi, hogy bevallja neki érzéseit. Ugyanakkor Marinette Adrienbe szerelmes (nem tudván, hogy ő Fekete Macska), és hasonlóképpen vallani akar neki. Mivel egymás civil személyazonosságát nem ismerik, mindkét vallomás elutasításba ütközik.
Közben Gabriel Agreste mindent feltesz egy lapra: saját magából készít egy igen nagy erejű szupergonoszt, amely apokalipszis-szerű pusztítást végez Párizsban. Katicabogár és Fekete Macska akcióba lépnek, azonban nincs sok esélyük megállítani a pusztítást, és összetört szíveik miatt sem tudnak a küldetésre összpontosítani. Fekete Macska megpróbálja legyőzni az ellenfelet az Eiffel torony tetején, de alulmarad és lezuhan az összedőlő toronyról. Katicabogár megmenti az életét, azonban a szupergonosz megjelenik és rájuk támad. Először Katicabogár talizmánját veszi el, aki visszaváltozik Marinette-é, utána pedig Macska ellen indul. Azonban rájön, hogy Fekete Macska valójában Adrien, a saját fia, és összeomlik annak tudatában, hogy mit tett, lemondva saját talizmánjáról. A Pillangó talizmán visszakerül Fu mesterhez, Adrien megbocsát apjának, Katicabogár pedig csodálatos teremtő erejével helyrehozza Párizst.
Miután a vész elmúlt, többé nincs szükség a szuperhősökre, Adrien pedig reménytelenül keresi elveszett szerelmét. Marinette azonban a végső harc alatt meglátta, hogy Adrien volt Fekete Macska, és az iskolai bálon felfedi előtte, hogy ő volt Katicabogár. A két fiatal egymásra talál.

## Szereplők
| Szereplő                             | Eredeti hang                                 | Angol hang                                  | Magyar hang                                  |
| ------------------------------------ | -------------------------------------------- | ------------------------------------------- | -------------------------------------------- |
| Marinette Dupain-Cheng / Katicabogár | Anouck Hautbois Lou Jean (énekhang)          | Cristina Vee Lou Jean (énekhang)            | Pekár Adrienn Jenes Kitti (énekhang)         |
| Adrien Agreste / Fekete Macska       | Benjamin Bollen Elliott Schmitt (énekhang)   | Bryce Papenbrook Drew Ryan Scott (énekhang) | Penke Bence Cseh Dávid Péter (énekhang)      |
| Gabriel Agreste / Halálfej           | Antoine Tomé                                 | Keith Silverstein                           | Kárpáti Levente Szolnoki Péter (énekhang)    |
| Tikki                                | Marie Nonnenmacher Cerise Calixte (énekhang) | Mela Lee                                    | Sipos Eszter Anna Magyar Viktória (énekhang) |
| Plagg                                | Thierry Kazazian                             | Max Mittelman                               | Láng Balázs                                  |
| Alya Césaire                         | Fanny Bloc                                   | Carrie Keranen                              | Gulás Fanni                                  |
| Nino Lahiffe                         | Alexandre Nguyen                             | Zeno Robinson                               | Baráth István                                |
| Lê Chiên Kim                         | Alexandre Nguyen                             | Grant George                                | Tóth Márk                                    |
| Chloé Bourgeois                      | Marie Chevalot                               | Selah Victor                                | Hermann Lilla                                |
| Nathalie Sancoeur                    | Marie Chevalot                               | Sabrina Weisz                               | Kisfalvi Krisztina                           |
| Tom Dupain                           | Martial Le Minoux                            | Christopher Corey Smith                     | Petridisz Hrisztosz                          |
| Max Kanté                            | Martial Le Minoux                            | Zeno Robinson                               |                                              |
| Nooroo                               | Martial Le Minoux                            | Lauren Amante                               | Fülöp Tamás                                  |
| Emilie Agreste                       | Jeanne Chartier                              | Colleen O'Shaughnessey                      | Roatis Andrea                                |
| Wang Fu mester                       | Gilbert Lévy                                 | Paul St. Peter                              | Csuha Lajos                                  |
| Denis Damoclès                       | Gilbert Lévy                                 | J.C. Hyke                                   |                                              |
| Sabrina Raincomprix                  | Marie Nonnenmacher                           | Cassandra Lee Morris                        | Molnár Ilona                                 |
| Juleka Couffaine                     | Marie Nonnenmacher                           | Reba Buhr                                   |                                              |
| Alix Kubdel                          | Marie Nonnenmacher                           | Kira Buckland                               |                                              |
| Sabine Cheng                         | Jessie Lambotte                              | Anne Yatco                                  | Tarr Judit                                   |
| Nadja Chamack                        | Jessie Lambotte                              | Sabrina Weisz                               | Zsigmond Tamara                              |
| Mylène Haprèle                       | Jessie Lambotte                              | Jessica Gee                                 |                                              |
| Nathanaël Kurtzberg                  | Franck Tordjman                              | Michael Sinterniklaas                       |                                              |
| Ivan Bruel                           | Franck Tordjman                              | Max Mittelman                               | Kretz Boldizsár                              |
| Mágus                                | Flora Kaprielian                             | Shelby Young                                | Dobó Enikő                                   |
| Vincent                              | Philippe Roullier                            | Ezra Weisz                                  |                                              |
| Raymond / Vízköpő                    |                                              |                                             | Kapácsy Miklós                               |

### Magyar változat
A szinkront a Budapest Audio Kft. készítette.
- Bemondó: Welker Gábor
- Szinkronrendező: Roatis Andrea
- Zenei rendező: Szabó Máté
- Vágó: Haszon Janka
- Hangmérnök: Bogdán Gergő

## A film készítése
A Miraculous – Katicabogár és Fekete Macska kalandjai – A mozifilm a franchise első nagyjátékfilmje. Írója és rendezője Jeremy Zag, továbbá ő szerezte a zenét is, és társszerzője volt a tíz új dal szövegének. A forgatókönyvet Zag és Bettina López Mendoza írták, a produceri és vezető produceri feladatokat Zag, Aton Soumache és Daisy Shang látták el. Az animációt az ON Animation Studios Montréal készítette. Zag szerint a fő kihívás az volt, hogy a már öt éve futó sorozat ötleteit és szereplőit egy 90 perces filmbe sűrítsék, úgy hogy az vonzó és érthető legyen mind a régi rajongók, mind az új nézők számára. „Szerettem volna egy eddig soha nem látott szuperhős-musicalt adni a világnak, és lehetőséget adni a rajongóknak, hogy megismertessék kedvenc univerzumukat szeretteikkel.”
A film ötletéről Zag így beszélt: „olyan világban élünk, ahol az emberek a külsőségeket helyezik előtérbe a belső értékek helyett, mi viszont olyan karaktereket akartunk létrehozni, akik segítenek a fiatal generációnak hinni önmagában. (...) Egy új univerzumot akartunk útjára indítani, nem izmos szuperhősökkel, hanem ikonikus, igyekvő, nagyszívű szuperhősnőkkel (...) akik azt az üzenetet közvetítik, hogy az igazi hős a maszk mögött rejlik bennünk. Ezen felül olyan hősöket szerettem volna ábrázolni, akiknek a sorsa nem eleve elrendeltetett, hanem hétköznapi háttérből érkeznek, és le kell győzniük a félelmeiket és önbizalomra kell tegyenek szert ahhoz, hogy önmagukká váljanak, továbbá azokká, akik lenni akarnak.”
A filmet először a 2018. szeptember 29-én jelentették be a ComiKon İstanbulon megrendezett Miraculous panelen. 2021-re tervezték eredetileg a film megjelenését. Zag 2018. december 5-én megerősítette, hogy a cselekménye egy eredettörténet és a tévésorozat cselekményének keveréke lesz. A sorozat negyedik és ötödik évadának befejezése a film előtt prioritás volt a stúdió számára. Másnap, a Comic Con Experience 2018 paneljén Zag elárulta, hogy a film musical lesz, és saját maga által komponált zenét fog tartalmazni.
2019. május 16-án, a cannes-i fesztiválon megerősítették, hogy a film címe Ladybug & Cat Noir Awakening lesz. Kiderült, hogy a film forgatása folyamatban van. 2019. október 5-én egy rövid animációs tease került fel Zag Instagramjára, amelyben Katicabogár szerepel. 2020. január 8-án Zag felfedte a film néhány részletét. 2020. február 12-én bejelentették, hogy a Fantawild az egyik stúdió, amely segít a film elkészítésében és animálásában. 2022 márciusában befejeződött a film vágása.
2022 áprilisában kiderült, hogy a film 80 millió eurós költségvetésből készült, ami a valaha készült második legdrágább francia film a 2017-es Valerian és az ezer bolygó városa című film után.
2023-ban a producerek és a Volkswagen exkluzív együttműködésről döntöttek, a film szereplői pedig Volkswagen elektromos autókat vezetnek (ID.4, ID.Vizzon, ID.Buzz). Az autógyártó célja az volt, hogy „erősebb érzelmi töltetet” adjon a márkájának, és további lendületet globális e-stratégiájának. A Katicabogár által vezetett elektromos Volkswagen Bogár tanulmányautót kifejezetten a film miatt készítették és mutatták be. 2023 júniusában egy rövid reklámfilm is megjelent, amelyben Katicabogár és Fekete Macska Volkswagen autókkal versenyeznek.
Jeremy Zag már 2021-ben megerősítette, hogy egy második mozifilmet is tervez, amely várhatóan 2026-ban jelenik meg. 2023-ban elárulta, hogy a forgatókönyv már elkészült.

## Megjelenés
A világpremierje 2023. június 11-én a párizsi Grand Rex moziban volt.
A Le Figaro szerint a filmet eredetileg 2021 végén mutatták volna be Franciaországban. 2021-ben az Annecy Fesztiválon a filmet 2022 első felére helyezték át. Eredetileg 2022. augusztus 3-án mutatta volna be a franciaországi mozikban az SND, de később 2023. július 5-re halasztották.
Azokban az országokban, ahol a film nem kerül a mozikba, 2023. július 28-án a Netflixen került bemutatásra.
A film 2023. november 2-án megjelent francia nyelven Blu-rayen és DVD-n az M6 Vidéo és a Warner Bros. Home Entertainment Franciaország forgalmazásában.

## Kritikák
Az Index.hu kritikusa méltatta a karakterfejlődést, a film üzeneteit (a szeretet mindent legyőz, a szorongásokon felül kell emelkedni), és megjegyezte, hogy „kevés mesefilmben láthat [ilyent] az ember, hogy ennyire hangsúlyos legyen az együttműködés fiú és lány között.” Ugyanakkor negatívumként rója fel, hogy a kalandok elnagyoltak, a cselekmény pedig túl felszínes volt.